# Antoine de Loménie

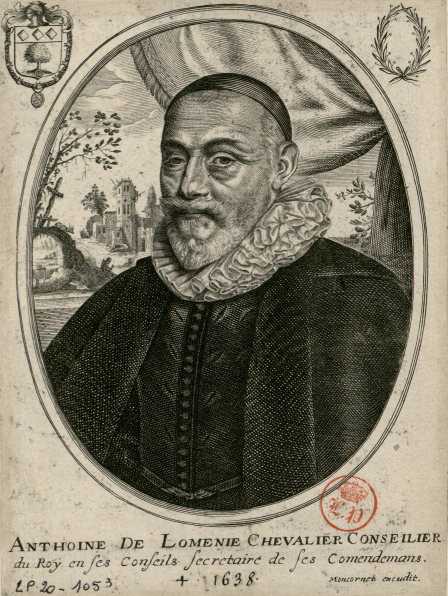
Antoine de Loménie, Anonym, 17./18. Jahrhundert, Schloss Versailles

Antoine de Loménie (* 1560; † 17. Januar 1638 in Paris), Seigneur de La Ville-aux-Clercs, war ein französischer Aristokrat, Minister, Diplomat und Politiker.

## Leben
Antoine de Loménie war ein Sohn von Martial de Loménie, Herr von Versailles († 1572 in der Bartholomäusnacht), und Jacqueline Pina.
1595 wurde er als außerordentlicher Botschafter an den Hof von Königin Elisabeth I. von England geschickt, um zu versuchen, eine französisch-englische Allianz gegen Spanien zu erreichen. Seine Mission war ein Misserfolg, aber seine Bemühungen führten dazu, dass er 1598 von Heinrich IV. zum Staatssekretär von Navarra ernannt wurde. Anschließend war er Sekretär des Kabinetts des Königs, dann erster commis von Martin Ruzé de Beaulieu, dem Secrétaire d’État à la Maison du Roi. 1606 erhielt er vom König die Zusage, dessen Nachfolger en survivance zu werden, so dass er nach dessen Tod am 6. November 1613 das Amt unmittelbar antreten konnte. Am Tag darauf wurde er – ebenfalls als Nachfolger Ruzés – zum Secrétaire d’État de la Marine ernannt.
Aus seiner Ehe mit Anne d’Aubourg, Dame de Porcheux, ging Henri Auguste de Loménie hervor, Seigneur de La Ville-aux-Clercs und später Graf von Brienne. Dieser erhielt seinerseits am 13. Juli 1615 das Amt des Secrétaire d’État de la Marine als Nachfolger seines Vaters. Bis 1638 übten Antoine und Henri-Auguste de Loménie die Aufgabe des Secrétaire d’État de la Maison du Roi offiziell gemeinsam aus. In der Praxis führte Antoine de Loménies fortgeschrittenes Alter bald dazu, dass sein Sohn das Amt vollständig ausfüllen musste. Im Jahr 1631 zogen es Claude de Bullion, der Marschall d’Effiat und der Marquis de Châteauneuf vor, bei der Eintragung der Patentbriefe, mit denen der Richelieu, Bernard de Nogaret de La Valette d’Épernon und François de La Rochefoucauld zu Herzögen und Pairs ernannt wurden, im Parlement von Paris auf seine Hilfe zu verzichten.
Antoine de Loménies Amtszeit als Secrétaire d’État de la Maison du Roi endete mit seinem Tod am 17. Januar 1738 – auch hier wurde sein Sohn unmittelbar sein Nachfolger. Antoine de Loménie wurde in der Pariser Abteikirche Saint-Nicolas-des-Champs bestattet.

## Ehe und Familie
Antoine de Loménie heiratete am 1. Oktober 1593 Anne d’Aubourg, Dame de Porcheux († 1608), Tochter von Charles d’Aubourg, Seigneur de Porcheux, und Anne de Cléry. Aus dieser Verbindung werden geboren:
- Henri-Auguste de Loménie (* 1595; 5. November 1666), Comte de Brienne, 1622 Capitaine du Château des Tuileries; ⚭ 1623 Louise de Béon, Tochter von Bernard de Béon, Seigneur du Masses, und Louise de Luxembourg-Brienne
- Marie Antoinette de Loménie († 4. Juni 1638); ⚭ (1) André de Vivonne, Seigneur de La Châteigneraye, 1612 Großfalkner von Frankreich († 1616); ⚭ (2) 1622 Jacques Chabot, Marquis de Mirebeau; ihr einziges Kind ist Andrée de Vivonne, die 1628 die Ehefrau von François VI. de La Rochefoucauld, den Schriftsteller und späteren (1650) Duc de La Rochefoucauld, wurde
- Catherine Henriette de Loménie († 28. Februar 1667); ⚭ 12. Februar 1620 Henri I. d’Orléans, Marquis de Rothelin († Mai 1651)